# Sul freddo primario
Sul freddo primario (Περὶ τοῦ πρώτως ψυχροῦ - De primo frigido) è un'opera scientifica di Plutarco, inclusa nei suoi Moralia.

## Struttura
Questo saggio, o meglio, lettera aperta a Favorino, non è scritto in modo polemico, anche se di tanto in tanto vengono fatti alcuni commenti taglienti. Avendo stabilito che un elemento naturale legato al freddo esiste davvero, Plutarco procede a considerare quale possa essere quell'elemento. Poiché il fuoco è ovviamente escluso, può essere aria, come credono gli stoici, o acqua, come sostengono Empedocle e uno dei primi Peripatetici, Stratone? O, in effetti, potrebbe essere la terra stessa? 
Quest'ultima opinione è apparentemente avanzata da Plutarco come un contributo originale alla fisica teorica e non c'è motivo di credere che non sia la sua. Il saggio si chiude, tuttavia, con una raccomandazione allo scetticismo, cosicché il nostro autore potrebbe non aver considerato convincente il suo tentativo di dimostrazione.

## Analisi critica
L'opera fu probabilmente scritta a Delfi dopo il 107 d.C. e indirizzata al giovane filosofo Favorino, grande amante di Aristotele, che è anche un relatore nelle Questioni conviviali. Sebbene Favorino fosse probabilmente una ventina d'anni più giovane di Plutarco, i due uomini si dedicarono a vicenda diverse opere. 
Nel presente saggio è, forse, strano che delle tre citazioni di Aristotele una sia un rimprovero, una è apparentemente una traduzione errata parziale, mentre la terza risulta accessoria. Senza dubbio è in virtù della giovinezza di Favorino che il suo idolo è trattato con tanta leggerezza e che la nota scettica è così ferma alla fine dell'opuscolo.